# Hydrellia argyrogenia
Hydrellia argyrogenia är en tvåvingeart som beskrevs av Becker 1896. Hydrellia argyrogenia ingår i släktet Hydrellia och familjen vattenflugor. Inga underarter finns listade i Catalogue of Life.